# Еникей Чишма
Еникей Чишма — село в Мамадышском районе Татарстана. Входит в состав Катмышского сельского поселения.

## География
Находится на правом притоке реки Берсут, в 60 км к западу от города Мамадыша.

## История
Основано в XVIII веке. В XVIII — первой половине XIX века жители относились к сословию государственных крестьян. Их основные занятия в этот период — земледелие и скотоводство.
По сведениям 1742 года, здесь действовала мечеть.
В «Списке населенных мест по сведениям 1859 года», изданном в 1866 году, населённый пункт упомянут как казённая деревня Еникей-Чешма 2-го стана Мамадышского уезда Казанской губернии. Располагалась при речке Шашме, по правую сторону 2-го Чистопольского торгового тракта, в 45 верстах от уездного города Мамадыша и в 21 версте от становой квартиры в казённой деревне Ахманова (Ишкеево). В деревне, в 98 дворах жили 657 человек (315 мужчин и 342 женщины), была мечеть.
В начале XX века в селе действовали мечеть, медресе, 4 мелочные лавки. В этот период земельный надел сельской общины составлял 1150,4 десятины.
До 1920 года село входило в Нижне-Суньскую волость Мамадышского уезда Казанской губернии. С 1920 года в составе Мамадышского кантона ТАССР. С 10 августа 1930 года в Мамадышском, с 10 февраля 1935 года в Кзыл-Юлдузском, с 26 марта 1959 года в Мамадышском районах.
В 1929 году в здании медресе была открыта начальная школа (закрыта в 2013 г.).
В 1931 году в селе был организован колхоз «Луч», в 1994 году вошло в коллективное предприятие «Катмыш» (до 2000 г.).

## Население
| 1859 | 1897 | 1908 | 1920 | 1926 | 1938 | 1949 | 1958 | 1970 | 1979 | 1989 | 2002 | 2010 | 2017 |
| ---- | ---- | ---- | ---- | ---- | ---- | ---- | ---- | ---- | ---- | ---- | ---- | ---- | ---- |
| 657  | 889  | 1064 | 1128 | 907  | 836  | 836  | 511  | 494  | 365  | 241  | 181  | 164  | 125  |

Национальный состав села — татары.

## Экономика
Жители занимаются полеводством, овцеводством.

## Инфраструктура
В селе действует фельдшерско-акушерский пункт. 

## Религия
В 2013 году была открыта мечеть «Шэмсетдин».